# Gibson EB-0
Gibson EB-0 è un basso elettrico introdotto da Gibson dal 1959 al 1979. Nel momento in cui la sua produzione venne interrotta, si calcola fossero stati costruiti 20.844 strumenti.

## Storia

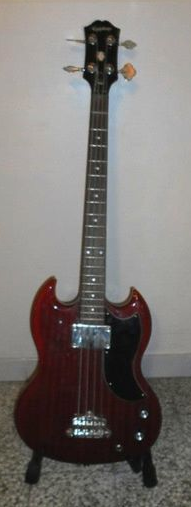
Un modello di Epiphone EB-0

L'EB-0 fu immesso sul mercato nel 1959, in seguito al declino di vendite dell'EB-1, del quale manteneva il manico in mogano e la scalatura corta. Dapprima disponibile solo nella variante cherry red, il primo modello aveva il corpo disegnato sullo stile della Les Paul Junior. L'EB-0 mantenne tale aspetto fino al 1961, quando fu soggetto ad un'operazione di restyling che rese la forma del corpo simile a quella della Gibson SG.
Il design cambiò ancora diverse volte durante tutti gli anni '60. Nel 1962, ad esempio, la cover in plastica nera che copriva l'humbucker fu sostituita da una di metallo. A metà degli anni '60, l'hardware placcato in nichel divenne placcato in cromo. Il manico fu sostituito con una versione più sottile tra il 1966 e il 1967, mentre il ponte divenne regolabile. Infine, sul finire del decennio, anche la paletta fu modificata con una simile a quella in uso sulle chitarre classiche.
Un'ulteriore revisione arrivò nel 1972: il corpo fu allargato e per il manico venne utilizzato l'acero al posto del mogano. Il pick-up venne spostato più in basso rispetto alla base del collo. In ogni caso, le vendite cominciarono a crollare significativamente negli anni successivi e la produzione venne gradualmente calata fino ad essere interrotta del tutto nel 1979.
Entrato nella leggenda del rock soprattutto per essere stato uno dei bassi usati da Jack Bruce dei Cream, attualmente la Epiphone produce un modello di EB-0 che riprende la versione degli anni '60, ma con il manico avvitato e un ponte modificato.
Altri musicisti che hanno usato l'EB-0 sono Peter Hook, Frank Allen dei Searchers, Dave Schools, Jeordie White, Mike Watt, Gene Simmons e Chris Cross degli Ultravox.

## Varianti
- EB-0F - Includeva un distorsore passivo. Fu prodotto in edizione limitata tra il 1962 e il 1965.
- EB-0L - A scalatura lunga, prodotto tra il 1970 e il 1977.